# Liste der Universitäten in Nordmazedonien
Dies ist eine Liste der Universitäten in Nordmazedonien.
Nach der Unabhängigkeit 1991 das LAnd zwei Universitäten, „St. Kyrill und Method“ Universität in Skopje und „St. Kliment von Ohrid“ Universität in Bitola. Nach dem Jahr 2000 wurden weitere staatliche Universitäten und zahlreiche private gegründet, dies wurde durch die Universitätsgesetze 2000 und 2008 ermöglicht.

## Staatliche Universitäten
| Nr. | Institution                                                           | Ort    | Träger    | Gründungs- jahr | Website         |
| --- | --------------------------------------------------------------------- | ------ | --------- | --------------- | --------------- |
| 1   | Universität „St. Kyrill und Method“ - Skopje                          | Skopje | staatlich | 1949            | www.ukim.edu.mk |
| 2   | St. Kliment von Ohrid Universität Bitola                              | Bitola | staatlich | 1979            | www.uklo.edu.mk |
| 3   | Universität Tetovo                                                    | Tetovo | staatlich | 2004            | unite.edu.mk    |
| 4   | Goce-Delčev-Universität Štip                                          | Štip   | staatlich | 2007            | www.ugd.edu.mk  |
| 5   | University of Information Science and Technology St. Paul The Apostle | Ohrid  | staatlich | 2009            | uist.edu.mk     |

## Private Universitäten und sonstige Hochschulen
| Nr. | Institution                                                                                         | Ort          | Träger                 | Gründungs- jahr | Website                |
| --- | --------------------------------------------------------------------------------------------------- | ------------ | ---------------------- | --------------- | ---------------------- |
| 1   | Business Academy Smilevski - Skopje                                                                 | Skopje       | privat                 | 2008            | www.bas.edu.mk         |
| 2   | FON University – Skopje                                                                             | Skopje       | privat                 | 2003            | www.fon.edu.mk         |
| 3   | European University of the Republic of Macedonia – Skopje                                           | Skopje       | privat                 | 2005            | www.eurm.edu.mk        |
| 4   | University American College Skopje                                                                  | Skopje       | privat                 | 2005            | www.uacs.edu.mk        |
| 5   | International Slavonic Institute G. R. Derzavin in Sveti Nikole                                     | Sveti Nikole | privat                 | 2005            | msu.edu.mk             |
| 6   | Internationale Balkan-Universität – Skopje                                                          | Skopje       | privat                 | 2006            | www.ibu.edu.mk         |
| 7   | Private Faculty of Business and Economy – NEOKOM - Skopje                                           | Skopje       | privat                 | 2006            | www.fbe.edu.mk         |
| 8   | University for Tourism and Management – Skopje                                                      | Skopje       | privat                 | 2006            | www.utms.edu.mk        |
| 9   | University for Audio Visual Arts – European Film Academy ESRA Paris – Skopje – New York             | Skopje       | privat                 | 2007            | www.esra.com.mk        |
| 10  | International University in Struga                                                                  | Struga       | privat                 | 2007            | www.eust.edu.mk        |
| 11  | MIT University - Skopje                                                                             | Skopje       | privat                 | 2007            | www.mit.edu.mk         |
| 12  | School of Journalism and Public Relations                                                           |              | privat                 | 2008            | www.vs.edu.mk          |
| 13  | Private Professional Institution of Higher Education for Business Studies “Euro College” – Kumanovo | Kumanovo     | privat                 | 2008            | www.eurocollege.edu.mk |
| 14  | South East European University - Tetovo                                                             | Tetovo       | Privat-staatlich (PPP) | 2001            | www.seeu.edu.mk        |
| 15  | Euro-Balkan University                                                                              | Skopje       | privat                 | 2012            | euba.edu.mk            |
| 16  | International Vision University                                                                     | Gostivar     | privat/staatlich       | 2015            | www.vizyon.edu.mk      |